# علي ونيس
علي محمد محمد ونيس عالم دين مصري وبرلماني سابق، كان عضواً بالهيئة العلياً لحزب الفضيلة وانتخب كعضو في مجلس الشعب المصري عام 2011 عن الحزب.
في عام 2012 أتهم بارتكاب فعل فاضح مع قاصر أثارت الرأي العام وقتها،  وقضت محكمة مصرية عليه نهائياً بالحبس لمدة سنة مع ايقاف التنفيذ، بينما تنفي أقوال أخرى صحة الواقعة وأعتبرتها ملفقة ومكيدة سياسية.

## حياته
- من مواليد 1966م، درس في مدارس قريته إلى المرحلة الإعدادية، ثم التحق بمعهد المعلمين نظام الخمس سنوات في جمهورية مصر العربية (1985م).

ولما كان للدراسة النظامية الأكاديمية أثر بالغ في تنشئة طالب العلم، التحق بكلية الشريعة، ووفقه الله تعالى بأن حصل على البكالوريوس في الفقه وأصوله من كلية الشريعة والقانون والدراسات الإسلامية بجامعة قطر (2002م) بتقدير ممتاز.
حصل على الماجستير من جامعة الأزهر كلية الشريعة والقانون قسم الفقه المقارن بتقدير امتياز (2009 م)
وحصل على الدكتوراة من كلية دار العلوم جامعة إلمنيا قسم الشريعة الإسلامية (2023 م)

## الخبرات العملية
- عمل إمامًا وخطيبًا ما يزيد على عشرين عامًا في مصر وقطر وغيرهما من البلاد الإسلامية.
- عمل باحثًا شرعيًّا في موقع الشبكة الإسلامية على الإنترنت بدولة قطر لمدَّة أربع سنوات (قسم الفتوى - شعبة المعاملات).
- عمل في مكتب الفتوى على الهاتف بدولة قطر لمدة سنتين.
- مُوجِّه شرعي في بعثة الحج القطرية لمدة سبعة أعوام.
- قام بالتدريس في دورات تأهيل الأئمة والدورات العلمية للتفقه في الدين (مادتي الفقه والعقيدة) في دولة قطر.
- المشاركة في عدة فعاليات بالمؤسسات الحكومية واللجان العلمية.
- العمل في موقع الألوكة بإشراف الأستاذ الدكتور/ سعد الحميد، وذلك في تحقيق كتاب «آفة أصحاب الحديث» وكتاب «المفهم للقرطبي» في الجانب الفقهي والأصولي في الكتابين.
- تسجيل حلقات إذاعية بإذاعة قطر وجمهورية مصر العربية «إذاعة القاهرة الكبرى».
- لم يهمل الجانب الدعوي من خلال الفضائيات الإسلامية التي تُقدم العلم النافع فقام بتقديم عدة حلقات وبرامج علمية ودعوية ومازال يقوم بنشر العلم من خلال هذه القنوات التي ظهر نفعها والحمد لله. * يعمل باحثا بالموسوعة الفقهية بموقع الدرر السنية بإشراف الشيخ علوي السقاف. * يعمل أستاذا للفقه المقارن بالجامعة الأمريكية. * يعمل أستاذا للفقه المقارن بجامع العلوم العربية والإسلامية. * يعمل أستاذا للفقه المقارن بالجامعة الإسلامية بولاية منيسوتا الأمريكية.

## مؤلفاته
أولًا المطبوع:
1. تحقيق المقال في رمي الجمار قبل الزوال.
2. من فضائل الحج وأسراره وحكمه.
3. من فضائل الصيام وشهر رمضان. 4 . التعليقات النيرات على مقدمات الموافقات. 5 - بشائر النور في تراجم علماء أجهور. 6 - الجمع المؤنق لمعاني السلم المنورق. 7 - مجموعة بحوث في الفقه والأصول والقواعد والمقاصد.

أما المخطوط:
1. الشروط في العقد دراسة مقارنة.
2. خلاف الأئمة الأعلام في سنة خير الأنام (أثر السنة في اختلاف الفقهاء).
3. إسعاف الناسك بحكم النَّفْر من منى قبل إتمام المناسك.
4. حكم لبس النقاب للمُحْرِمَة وتغطية الوجه للمُحْرِم.
5. حكم توحيد الأذان باللاسلكي.
6. أقوال الأسلاف والأخلاف في استحباب مراعاة الخلاف.
7. آداب وسنن العيدين.
8. تعدد الزوجات (حِكم وأحكام).
9. شرح المنظومة الميمية في الوصايا والآداب العلمية لحافظ بن أحمد الحكمي (تحت التأليف).
10. العمل في تحقيق بعض كتب التراث (جواب أهل العلم والإيمان فيما أخبر به رسول الرحمن من أن قل هو الله أحد تعدل ثلث القرآن -لا يزال مخطوطا-، وتحقيق "كتاب "منح الغفار" للتمرتاشي -انتهت بعض اجزائه- وهو يقام لنيل شهادة الماجستير). تحقيق المخطوطات: 1 - تحقيق ((بداية المجتهد)) لابن رشد (ط ابن الجوزي السعودية) 2 - تحقيق ((الرسالة)) للشافعي (ط ابن الجوزي السعودية) 3 - تحقيق ((شرح ابن عقيل)) لابن عقيل (ط ابن الجوزي السعودية) 4 - تحقيق ((شرح الورقات)) للمحلي (ط ابن الجوزي السعودية) 5 - تحقيق ((الباعث الحثيث)) لابن كثير (ط ابن الجوزي السعودية) 6 - تحقيق ((سبل السلام)) للصنعاني (ط ابن الجوزي السعودية = تحت الطبع) 7 - تحقيق ((الروض المربع)) للبهوتي (ط ابن الجوزي السعودية) = تحت الطبع) 7 - تحقيق ((كشاف القناع)) للبهوتي (ط ابن الجوزي السعودية = تحت الطبع) 8 - تحقيق ((رسالة مختصرة في علوم الحديث)) للجرجاني (ط دار الذخائر والعمرية مصر) 9 - تحقيق ((قرة العين في ضبط أسماء رجال الصحيحين)) لأحمد البحراني الشافعي (ط دار الذخائر والعمرية مصر)

أبحاث علمية:
1. حكم فضلات النبي -صلى الله عليه وسلم-.
2. مقارنة بين المساقاة والمزارعة والمضاربة، من حيث التعريف والفروق.
3. هل يعتد بخلاف الظاهرية؟.
4. البيع بالتقسيط.
5. مقاصد الشريعة.
6. ضوابط الفتوى.
7. تغير الفتوى بتغير جهاتها الأربع.
8. جزء في تعيين الصنابحي الذي روى له الإمام الشافعي من طريق مالك بن انس الأصبحي.
9. حكم الإقامة في بلاد الكفار.
10. شروط الحاكم وأثر اختلالها.
11. أهمية الخلافة وحكم إقمتها.
12. شرح السلم المنورق في فن المنطق.
13. شرح المنظومة الميمية في الوصايا والآداب العلمية.